# Морикоци (Мачерата)
Морикоци (итал. Moricozzi) насеље је у Италији у округу Мачерата, региону Марке.
Према процени из 2011. у насељу је живело 16 становника. Насеље се налази на надморској висини од 349 м.